# Léon Huybrechts

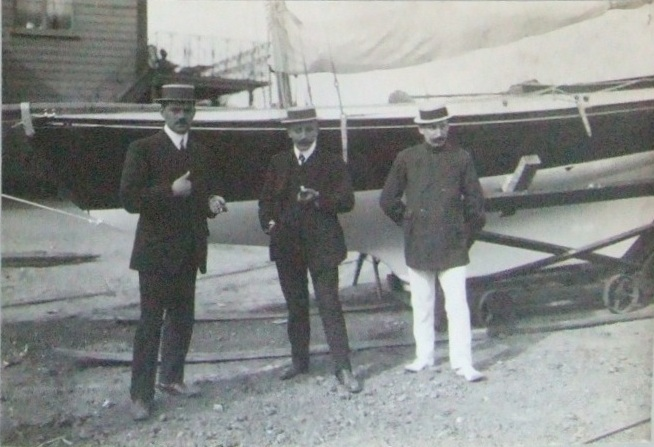
Léon en Louis Huybrechts en Henri Weewauters, de crew van het zesmeterjacht Zut, die in 1908 olympisch zilver won in Londen

Leo Florentius Maria (Léon) Huybrechts (Antwerpen, 11 december 1876 – 9 februari 1956) was een Belgisch zeiler. In 1924 won hij een gouden medaille op de Olympische Zomerspelen van Parijs, in de klasse 'Nationale Franse Eenheidsklasse' of Scheldejol. In de zesmeterklasse behaalde hij een zilveren medaille op de Olympische Zomerspelen van Londen (1908) en Antwerpen (1920).

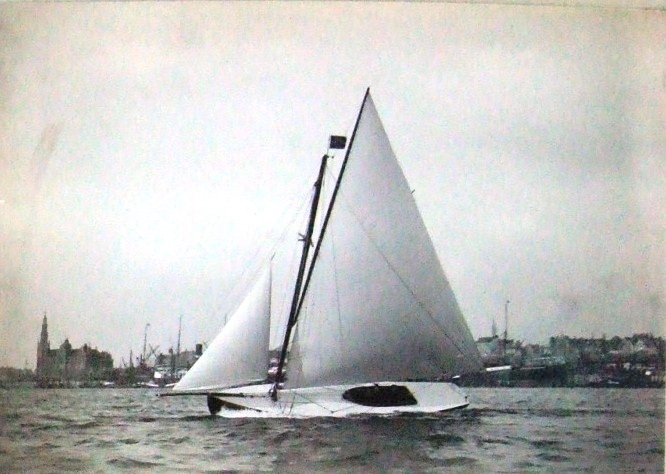
Zesmeterjacht Zut op de Schelde in Antwerpen, 1908

De zilveren medaille die Léon samen met zijn broer Louis Huybrechts won, wordt bewaard bij de Royal Yacht Club Belgium. De gouden medaille is verloren gegaan.

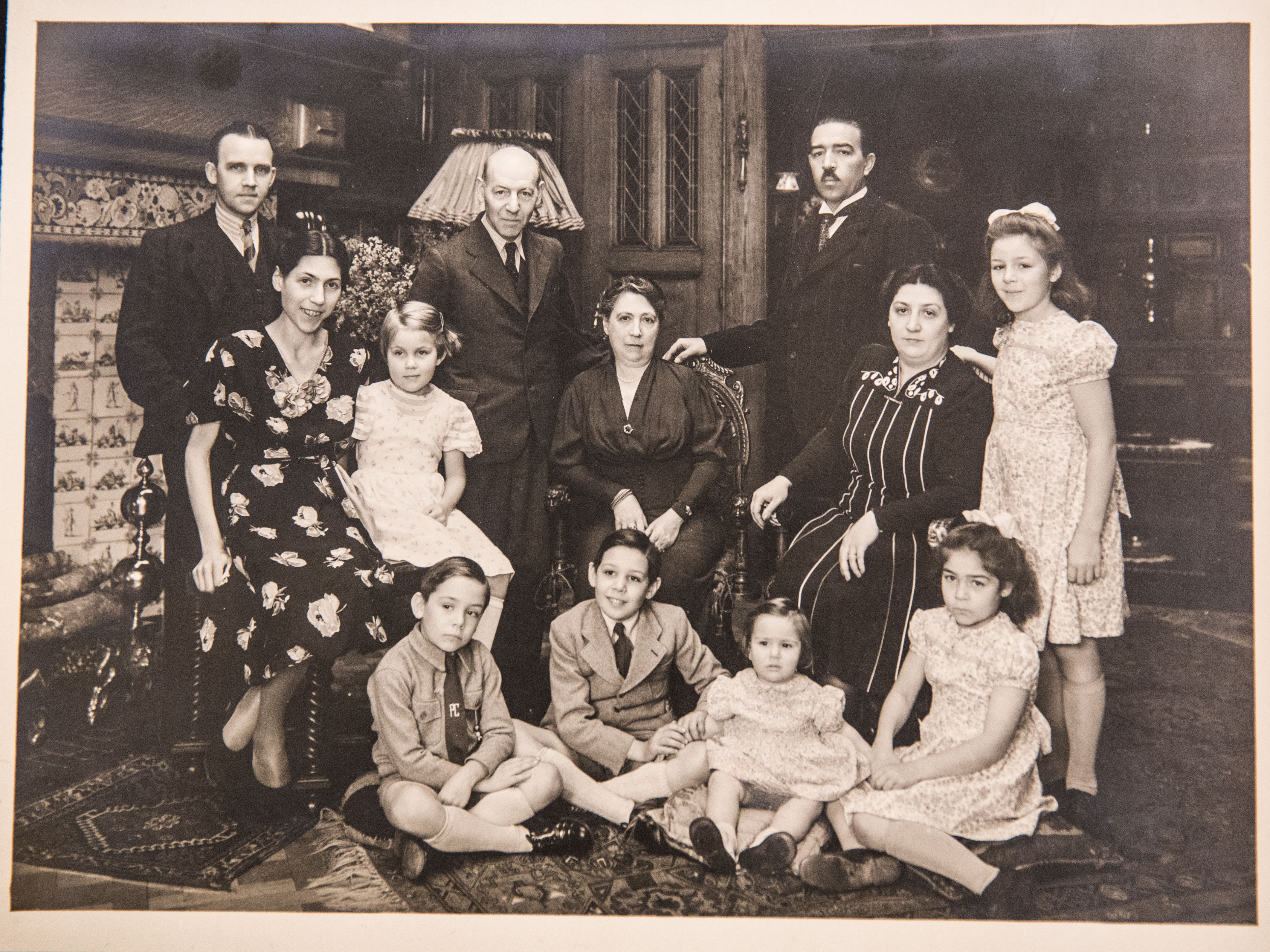
Léon Huybrechts (links) en zijn broer Louis (tweede van rechts) op een familieportret uit 1904

## Scheldejol
Léon Huybrechts was een groot voorvechter van eenheidsklasses in het zeilen, vanuit de filosofie dat de competitie alleen eerlijk is als de atleten met gelijke wapens strijden. Voordien raceten zeilers immers tegen elkaar in ongelijke schepen, weliswaar met een zogenaamde handicap.
Zo was hij betrokken bij de ontwikkeling van de Scheldejol, het monotype waarmee hij in 1924 een gouden medaille won.

## Trivia
- Léon Huybrechts wordt geëerd met een naar hem genoemde straat in de Regatta-wijk op Linkeroever.